# Peter Schouten
Petrus Cornelis (Peter) Schouten (Haarlem, 2 april 1957) is een Nederlandse advocaat. Hij is gespecialiseerd in het strafrecht en jeugd(straf)recht en is oprichter van Schouten Legal Advocaten te Breda en Eindhoven en advocatenkantoor Advocatenbus te Gilze. Hij staat zowel verdachten als slachtoffers bij.

## Levensloop
Schouten begon zijn loopbaan in 1973 als redacteur bij het sportboekenfonds van Uitgeverij de Vrieseborch. Hij stapte over naar de journalistiek: eerst als redacteur van de Nederlandse Staatscourant en daarna bij het vakblad Management Totaal.
In 1982 begon Schouten voor zichzelf en richtte hij een public relations adviesbureau op, gespecialiseerd in interactieve media. Hij werd adviseur van ITT-NSEM, het mislukte Kabelexperiment Zuid-Limburg en het uitgeversconcern Verenigde Nederlandse Uitgeverijen. Voor VNU was hij vanaf de oprichting tot 1987 marketing manager van abonneetelevisiekanaal FilmNet.
Schouten stapte daarna over naar het mediaconcern Audax waar hij van 1987-1991 directeur was van Uitgeverij de Vrijbuiter. Hij stelde Peter R. de Vries aan als hoofdredacteur van het weekblad Aktueel. Hij haalde het Amerikaanse mannenblad Esquire naar Nederland, waarvoor hij Gijs van de Westelaken als hoofdredacteur aantrok.
In 1991 begon Schouten het bedrijf Telenetwork, dat uitgroeide tot een internationale aanbieder van zogenaamde 06-lijnen in 15 landen. Onder de naam Teleworld exploiteerde het bedrijf op grote schaal entertainment via de telefoon en interactieve televisiespelletjes samen met RTL en andere mediabedrijven. Teleworld bracht innovatieve telefoonproducten op de markt, zoals de Golfoorlog-nieuwstelefoon en Telechess, waarmee schaakliefhebbers via teletekst en ‘predict-a-move-software’ konden meespelen met een schaaktoernooi. Om te bewijzen dat interactieve televisie werkt, deed Schouten met het bedrijf Telechess World Promotions in samenwerking met het dagblad The Times, een succesvol bod op het wereldkampioenschap schaak tussen Gary Kasparov en Nigel Short na hun breuk met de FIDE en organiseerde dat toernooi in 1993 in het Savoy Hotel in Londen. In 1993 verkocht Schouten de Europese activiteiten van Teleworld aan PTT Telecom en Philips. Hij behield de Maleisische dochter van dit bedrijf en bouwde deze verder uit in een joint venture met Telekom Malaysia. Behalve nieuwe media begon het Aziatische bedrijf van Schouten, Articulate Entertainment, ook zelf televisieprogramma's te produceren, waaronder een lokale versie van Lingo. Lingo was jarenlang elke dag op de Maleisische televisie te zien en enige tijd in Indonesië onder de naam ‘Cocok’. Het door Articulate ontwikkelde programma Get, Set, Go won in 1996 in Singapore een Asian Television Award voor beste jeugdprogramma.
Schouten vestigde zich in 1994 in Kuala Lumpur en trouwde met een moslima in Maleisië, waarna hij bekend werd in dit land onder zijn moslimnaam Peter Farid Faisal. Hij investeerde met Articulate steeds meer in internet startups. In 2000 richtte hij samen met een specialist in islamitisch bankieren Islamiq.com op, dat van financieel portal moest uitgroeien tot de eerste internetbank voor moslims. Het bedrijf trok internationaal veel aandacht en groeide snel tot een miljardenwaardering op papier. Na de dotcom-crisis in 2002 en de antipathie die na 9/11 ontstond tegen moslims, lukte het hem echter niet meer genoeg investeerders te vinden voor de online bank en verkocht Schouten zijn belang aan een bank in Koeweit.
Toen ook een internetbelang van Schouten aan de beurs van Londen (QXL Ricardo) van 21 miljoen pond in de dotcom crisis verdampte, besloot hij een andere loopbaan te kiezen. Hij verkocht al zijn ondernemersbelangen en vertrok in 2005 uit Maleisië, waar hij inmiddels was geridderd tot ‘Datuk’, een eretitel die hij kreeg van de Sultan van Pahang.
Schouten vestigde zich weer in Nederland en ging rechtsgeleerdheid studeren. In zijn studietijd hielp hij zijn vroegere collega en vriend Peter R. de Vries bij het opzetten van diens politieke plannen met de Partij voor Rechtvaardigheid, Daadkracht en Vooruitgang (PRDV) als stafchef en woordvoerder.
Hij brak als student ook een lans voor Nederlandse homoseksuele militairen, nadat de Amerikaanse vijfsterren generaal en voormalig bevelhebber van de NAVO, John J. Sheehan, had beweerd dat de Val van Srebrenica het gevolg was van de inzet van homoseksuelen in het Nederlandse leger. Schouten trok met zijn stichting Pink Army ten strijde tegen de generaal en eiste diens excuses. Zijn initiatief kreeg steun van een meerderheid in de Tweede Kamer. De generaal bood op 29 maart 2010 publiekelijk zijn excuses aan.

### Loopbaan als advocaat
Schouten studeerde rechten aan de Open Universiteit van 2006-2011 en het vak mediarecht aan de Universiteit Leiden. In maart 2011 publiceerde Schouten het boek ‘Trial by Media’ over de gevolgen van media-aandacht voor strafprocessen. Op 1 juli 2011 begon Schouten zijn eigen advocatenkantoor, dat uitgroeide tot Schouten Legal Advocaten met vestigingen in Breda en Eindhoven. Hij wierp zich regelmatig op voor slachtoffers van stalking, omdat zij volgens hem door politie, justitie en wetgeving onvoldoende worden beschermd.  Schouten pleit ervoor om - aan alle maatregelen die reeds bestaan - een eenvoudig te verkrijgen beschermingsbevel toe te voegen en voor een betere handhaving van opgelegde omgangs- en locatieverboden.
Kort nadat Derk Wiersum, advocaat van de kroongetuige Nabil B. in het Marengo-proces, werd vermoord, bood Schouten aan de kroongetuige bij te staan om iedereen een hart onder de riem te steken dat de rechtsstaat en advocatuur zich niet door angst en terreur laten regeren:  "Het is niet gratis of pijnloos om in een mooie rechtstaat te wonen. Het is ervoor zorgen dat gedaan wordt wat gedaan moet worden". Dit werd overwegend positief ontvangen, al gingen er ook stemmen op die Schouten ervan betichten mediageil te zijn. Op 4 juni 2020 voegde Schouten de daad bij het woord, nadat de kroongetuige hem als zijn advocaat en Peter R. de Vries als vertrouwenspersoon had aangezocht. Later sloot de kroongetuigespecialist, advocaat Onno de Jong zich bij hen aan.
Schouten maakt zich ook hard voor de legalisering van cannabisteelt in Nederland. Hij richtte samen met huisarts Ronald Roothans en SP-politicus Joep van Meel het bedrijf Project C Holding op om als teler deel te nemen aan het wietexperiment dat door het Kabinet-Rutte III in 2018 in het leven werd geroepen. Met dit initiatief vocht Schouten vooral tegen de stigmatisering van het gebruik van cannabis en het idiote gedoogbeleid in Nederland, waarbij coffeeshops gedwongen worden aan de achterdeur zaken te doen met criminelen. Ondanks het overheidsbeleid weigerde ABN-AMRO Bank aanvragers voor een vergunning van de overheid een bankrekening. Project C spande een kort geding aan tegen de bank om alsnog een rekening te mogen openen en werd in het gelijk gesteld.
Project C mocht uiteindelijk niet meeloten voor een vergunning, omdat de burgemeester van Etten-Leur een negatief advies had afgegeven over de vestiging van de teeltfaciliteit in die gemeente.

## Bekende zaken
- Henk Krol tg. Stichting Vrienden van de Gay Krant
- Kastelein tg. Inbev
- Nabestaanden Linda van der Giessen
- Kluisjesroof Rabobank
- Stalkingszaak ISD
- Advocaat van kroongetuige Nabil B. in het Marengo-proces